# Niumbaha superba
Glauconycteris superba
Espèce
Synonymes
- Chalinolobus superbus (Hayman, 1939)[2]
- Glauconycteris sheila Hayman, 1947[3]
- Glauconycteris superba Hayman, 1939[2]

Statut de conservation UICN

 LC  : Préoccupation mineure
Niumbaha superba est une espèce de chiroptères de la famille des Vespertilionidae.

## Taxinomie
En 2013, Reeder, Helgen, Vodzak, Lunde et Ejotre placent cette espèce dans un nouveau genre Niumbaha sous le nom de Niumbaha superba (Hayman, 1939), cependant cette classification ne fait pas encore consensus. Si à la base l'espèce appartenait au genre Glauconycteris, il est vrai que les caractères de cette chauve-souris ne correspondent pas ou peu à ceux des autres espèces de son ancien genre. Le nouveau genre ne présente aujourd'hui que N. superba. 

## Galerie

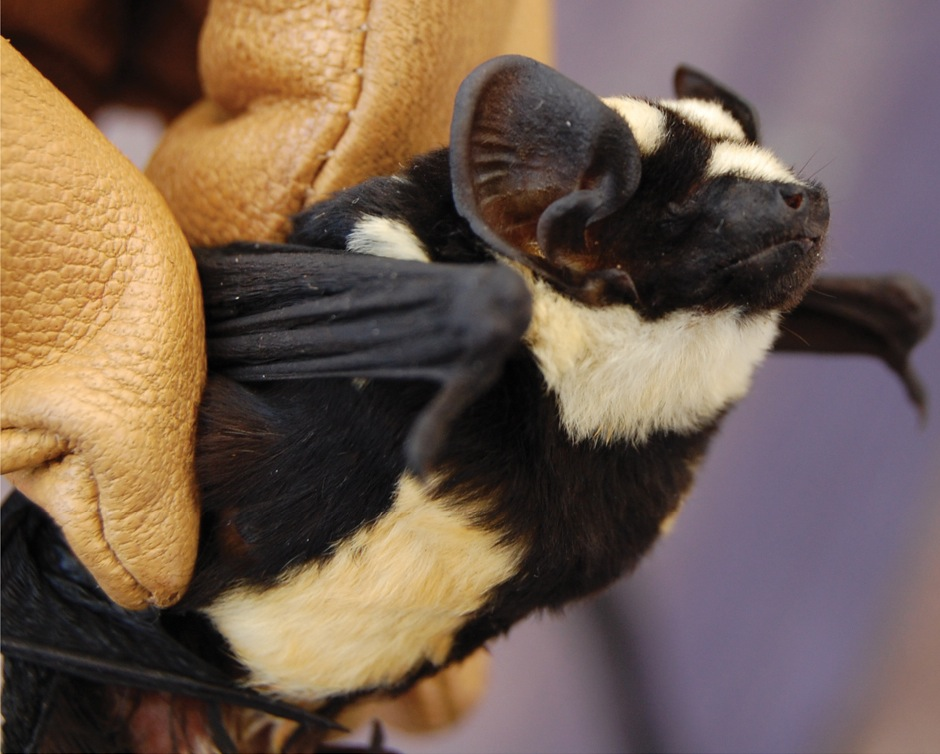
De profil
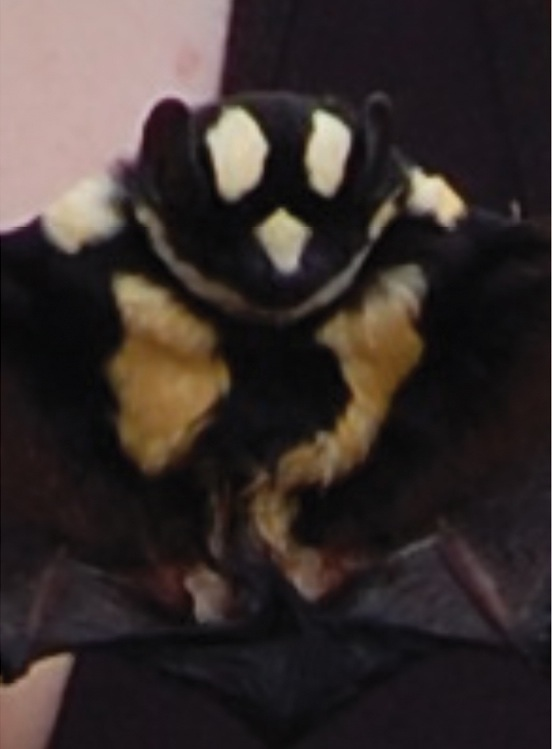
Coloration
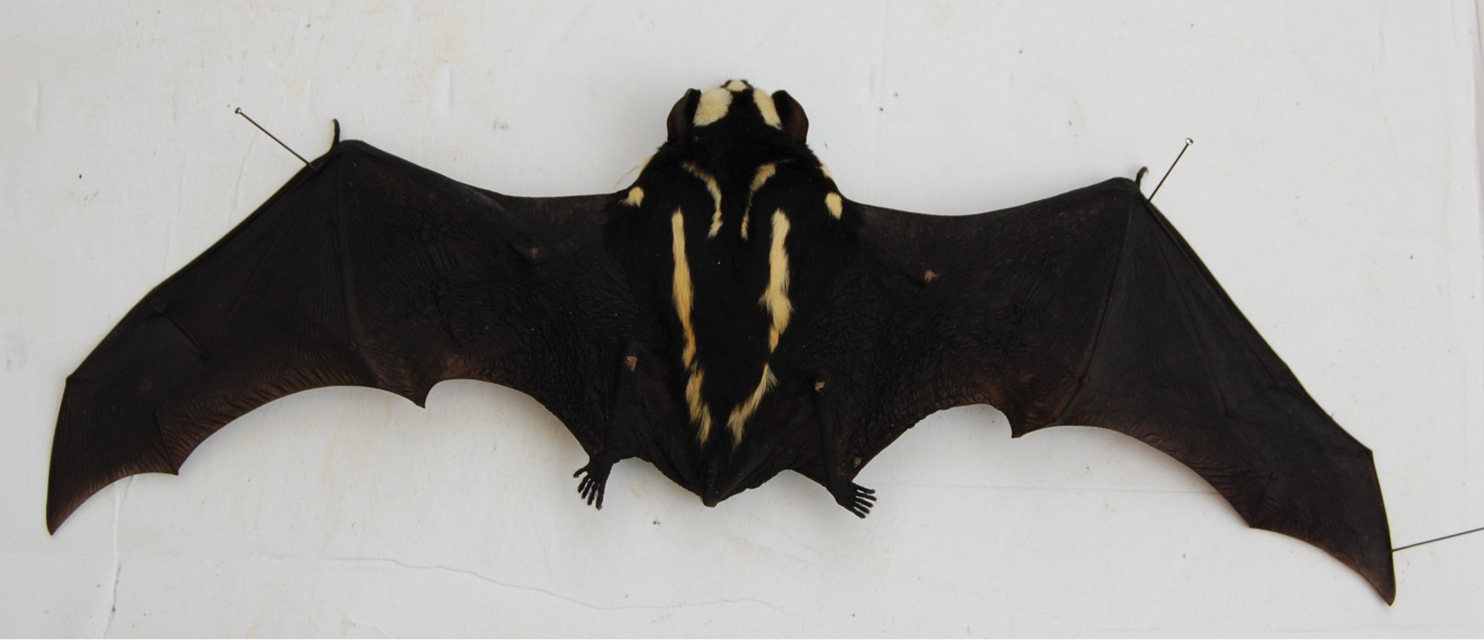
Vue dorsale (spécimen naturalisé)
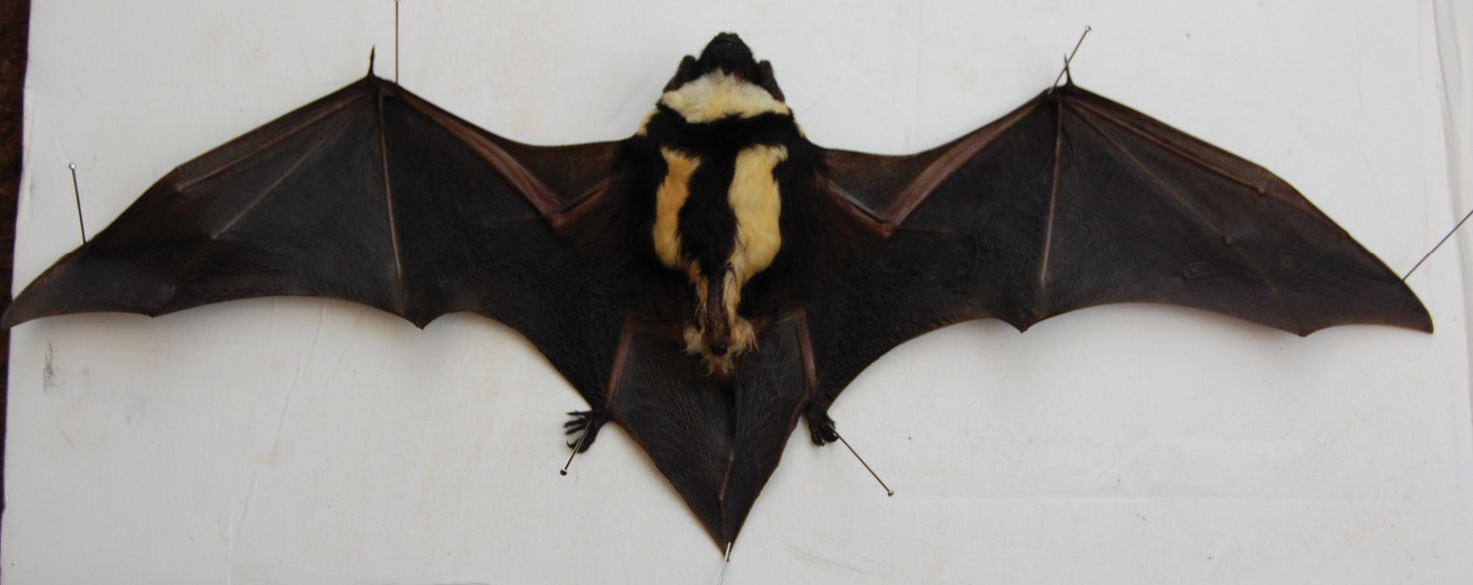
Vue ventrale (spécimen naturalisé)